# Samuel van de Putte

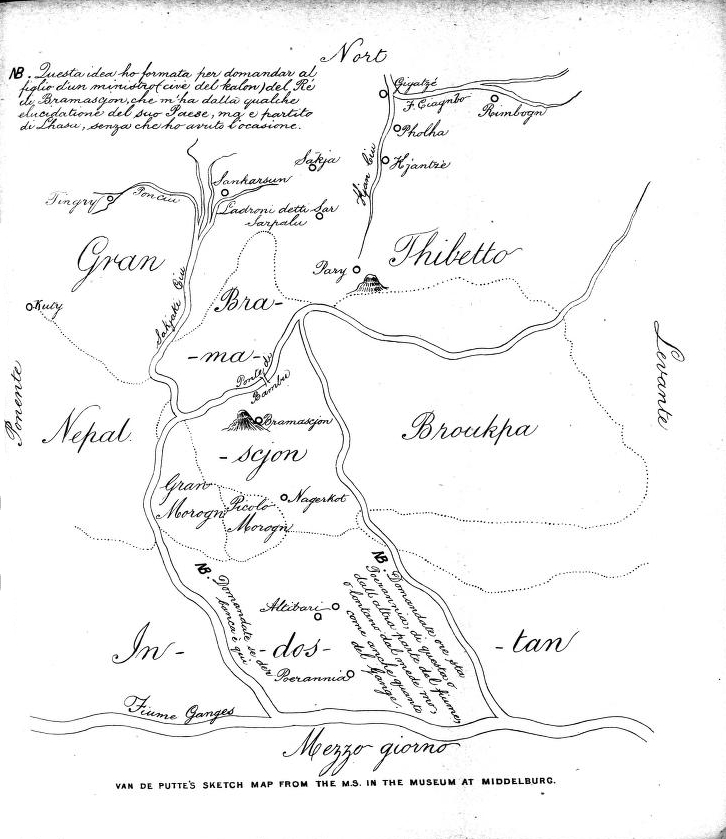
Carte des pays de l'Est de l’Himalaya de Van der Putte.

Samuel van de Putte, né le 26 février 1690 né à Flessingue (Pays-Bas), mort le 26 août 1745 à Batavia (Indes néerlandaises) était un explorateur néerlandais ayant parcouru l'Asie.

## Biographie
Il étudie le droit à Leyde en 1714 et devient échevin à Flessingue en 1715.
En 1717, il quitte les Pays-Bas avec Egmond van der Nyenburg, depuis Alkmaar, dans le but de voyager 3 ans puis revenir, il n'y remettra finalement jamais les pieds.
Ils partent d'abord à Padoue en Italie, où il étudie la médecine. L'italien devient sa seconde langue maternelle.
Ils partent ensuite tous deux à Constantinople, puis Van der Putte continue seul et voyage d'Alep en Assyrie, à Ispahan en Iran, en caravane.
En 1724, il arrive à Cochin, dans l'État actuel du Kerala, en Inde, qui était sous domination néerlandaise depuis 1663. Il voyage beaucoup en Inde et va à Patna, où il rencontre, en 1725, le jésuite Ippolito Desideri qui avait passé quelques années auparavant, 5 ans au Tibet. 
Il décide d'aller via le Népal, comme lui a suggéré Ippolito Desideri, au Tibet où il séjourne quelques années à Lhassa, avant Johan van Manen (nl) (1877 — 1943), deuxième hollandais à se rendre au Népal.
Il reste à Lhassa avec les Frères mineurs capucins qui avaient repris la mission de Desideri. En 1731, il part et suit un itinéraire passant par Khokhonor (Qinghai) pour aller à Pékin. Il repart ensuite pour Lhassa en 1736 en passant par le Kham, où il est probablement le premier européen à se rendre, puis il va au Sud du Tibet.
Après une année passée à Lhassa, il retourne en Inde en passant par le Cachemire, à l'ouest du Tibet. Il écrit, pendant ce long trajet, des lettres à Francesco della Penna pour survivre.
Il connaît alors le tibétain et une importante partie du Tibet, ce qu'il retransmet avec grands soins dans des agendas, des notes et des cartes.
En 1737, il arrive à New Delhi où il a été témoin du sac de Delhi par Nader Shah. Il quitte l'Inde en 1743 et s'installe à Batavia. Il fait un voyage à Malacca et entreprend une expédition au mont Ophir et meurt à son retour à Batavia à 55 ans en 1745.

## Ouvrages de référence
- (en) Clement R. Markham, Narratives of the Mission of George Bogle to Tibet and the Journey of Thomas Manning to Lhasa, Londres, Trubner & Co, 1876; herdruk New Delhi, Asian Educational Service, 1999.  (ISBN 812061366X)
- (nl) P.J. Veth, De Nederlandsche reiziger Samuel van de Putte, in: Tijdschrift van het Aardrijkskundig Genootschap 2 (1877), p. 5-19.
- (nl) P.J. Veth, Ontdekkers en Onderzoekers, Leiden, 1884, hst. II.
- (nl) F. Lequin en A. Meijer, Samuel van de Putte, een mandarijn uit Vlissingen (1690-1745). De onbedoelde publicatie van een restant, Middelburg, 1989.  (ISBN 9070174332)